# Il siciliano (romanzo)
Il Siciliano (The Sicilian) è un romanzo di Mario Puzo pubblicato nel 1984, giudicato uno spin-off del precedente romanzo di Puzo Il padrino. Protagonista de Il Siciliano è il bandito Salvatore Giuliano, chiamato nel romanzo "Turi Guiliano".

## Trama
La vicenda si svolge nel 1950 in Sicilia, dove si era recato Michael Corleone. Prima di tornare in America dopo la fuga per gli omicidi del capitano di polizia Mark McCluskey e del malavitoso Virgil Sollozzo, viene ordinato a Michael di non fare ritorno in patria senza condurre con sé Salvatore Giuliano, protagonista del romanzo.

## Critica
Lo storico Eric Hobsbawm, il quale si era interessato in passato del banditismo in quanto fenomeno sociale in opere quali Primitive Rebels e in Bandits, pubblicò sul The New York Review of Books del 14 febbraio 1985 una recensione negativa de Il Siciliano, ripubblicata nel 1998 nella raccolta Gente non comune nelle pp. 249-259. Scrive Hobsbawm:
(Eric Hobsbawm, Gente non comune; traduzione di Stefano Galli e Sergio Mancini, Rizzoli, Milano, 2000, p. 252; ISBN 88-17-86336-X)

## Edizioni
- Mario Puzo, The Sicilian: a novel, New York: Linden press/Simon & Schuster, 1984, ISBN 0671435647
- Il Siciliano, traduzione di G. Pilone-Colombo, Milano, dall'Oglio, editore, marzo 1985.
- Il Siciliano, Collana Teadue n.296, Milano, TEA, 1995,  p. 486, ISBN 88-7819-730-0.

## Adattamento
- Dall'opera è stato tratto l'omonimo film Il siciliano di Michael Cimino; Salvatore Giuliano è impersonato da Christopher Lambert, mentre John Turturro impersona il luogotenente e traditore Gaspare Pisciotta. Il personaggio di Michael Corleone non è presente in tale adattamento, e ogni altro riferimento alla saga de Il padrino è stata debitamente eliminato per questioni di diritto d'autore.[1]